# Sparkasse Ingolstadt Eichstätt
Die Sparkasse Ingolstadt Eichstätt ist ein öffentlich-rechtliches Kreditinstitut mit Sitz in Ingolstadt und in Eichstätt in Bayern. Sie wurde 1827 gegründet. Ihr Geschäftsgebiet umfasst die gesamte Stadt Ingolstadt, den Landkreis Eichstätt und Teile des Landkreises Pfaffenhofen.

## Organisationsstruktur
Die Sparkasse Ingolstadt Eichstätt ist eine Anstalt des öffentlichen Rechts. Rechtsgrundlagen sind das Sparkassengesetz, die bayerische Sparkassenordnung und die durch den Träger der Sparkasse erlassene Satzung. Kommunale Trägerkörperschaft (Art. 4 SpkG) der Sparkasse ist der Zweckverband Sparkasse Ingolstadt Eichstätt, dem als Mitglieder
die Stadt Ingolstadt, der Landkreis Eichstätt, die Stadt Eichstätt und der Landkreis Pfaffenhofen a.d.Ilm angehören. Organe der Sparkasse sind der Vorstand und der Verwaltungsrat.

## Geschichte
Zum 1. Januar 2017 fusionierte die Sparkasse Ingolstadt mit der Sparkasse Eichstätt zur Sparkasse Ingolstadt Eichstätt. Der Sitz der Sparkasse Ingolstadt Eichstätt ist Ingolstadt und Eichstätt. Die Zusammenführung der IT fand am 18. März 2017 statt.
Im Juni 2024 wurde bekannt, dass die Sparkasse Ingolstadt Eichstätt und die Kreissparkasse Kelheim eine Fusion zur Sparkasse Mittelbayern anstreben.

## Geschäftsausrichtung
Die Sparkasse Ingolstadt Eichstätt betreibt als Sparkasse das Universalbankgeschäft. Die Sparkasse Ingolstadt Eichstätt wies im Geschäftsjahr 2023 eine Bilanzsumme von 7,024 Mrd. Euro aus und verfügte über Kundeneinlagen von 4,732 Mrd. Euro. Gemäß der Sparkassenrangliste 2023 liegt sie nach Bilanzsumme auf Rang 51. Sie unterhält 44 Filialen/Selbstbedienungsstandorte und beschäftigt 831 Mitarbeiter.

## Sparkassen-Finanzgruppe
Die Sparkasse Ingolstadt Eichstätt ist Teil der Sparkassen-Finanzgruppe. Sie vertreibt daher z. B. Bausparverträge der LBS, offene Investmentfonds der Deka und vermittelt Versicherungen der Versicherungskammer Bayern. Die Funktion der Sparkassenzentralbank nimmt die Bayerische Landesbank wahr.